# Orlov (oblast de Kirov)
Pour les articles homonymes, voir Orlov.
Orlov (en russe : Орлов) est une ville de l'oblast de Kirov, en Russie, et le centre administratif du raïon d'Orlov. Sa population s'élevait à 6 976 habitants en 2013.

## Géographie
Orlov est située sur la rive droite de la rivière Viatka, à 77 km au sud de Kirov et à 747 km au nord-est de Moscou.

## Histoire
Entre 1923 et 1992, la ville s'appela Khaltourine en l'honneur du révolutionnaire russe Stepan Khaltourine, né dans le village de Khalevinskaïa, à environ 3 km d'Orlov.

## Population
Recensements (*) ou estimations de la population
| 1856  | 1897* | 1913  | 1926* | 1931  |
| ----- | ----- | ----- | ----- | ----- |
| 3 700 | 3 256 | 3 700 | 4 653 | 4 600 |

| 1939* | 1959* | 1970*  | 1979*  | 1989*  |
| ----- | ----- | ------ | ------ | ------ |
| 7 300 | 9 151 | 10 556 | 10 751 | 10 296 |

| 2002* | 2010* | 2012  | 2013  | 2014 |
| ----- | ----- | ----- | ----- | ---- |
| 8 596 | 6 959 | 6 968 | 6 976 | -    |